# Alternative Sukzession
Die alternative Sukzession im Hochstift Osnabrück war ein Ergebnis der Verhandlungen über die politische und konfessionelle Neuordnung am Ende des Dreißigjährigen Krieges.
Sie sah gemäß den Bestimmungen des Art. XIII, 1–8 des Friedensvertrages von Osnabrück und der vom Nürnberger Exekutionstag 1650 beschlossenen „Immerwährenden Osnabrücker Kapitulation“ (Capitulatio Perpetua Osnabrugensis) vor, dass sich katholische und evangelische Bischöfe in der Nachfolge im Hochstift Osnabrück abwechseln mussten. Während das Domkapitel bei der Wahl der jeweiligen katholischen Kandidaten völlig frei war, mussten die evangelischen Bischöfe stets aus dem Herzogshause von Braunschweig und Lüneburg stammen, solange es dieses Geschlecht gab. Diese Regelung endete mit der Säkularisation des Hochstiftes Osnabrück im Jahre 1802.